# Franciszek Salezy
Franciszek Salezy, właściwie François de Sales (ur. 21 sierpnia 1567 w Thorens-Glières, zm. 28 grudnia 1622 w Lyonie) – sabaudzki doktor Kościoła, święty Kościoła katolickiego, biskup Genewy, założyciel zakonu wizytek, autor dzieła Filotea. Wprowadzenie do życia pobożnego.

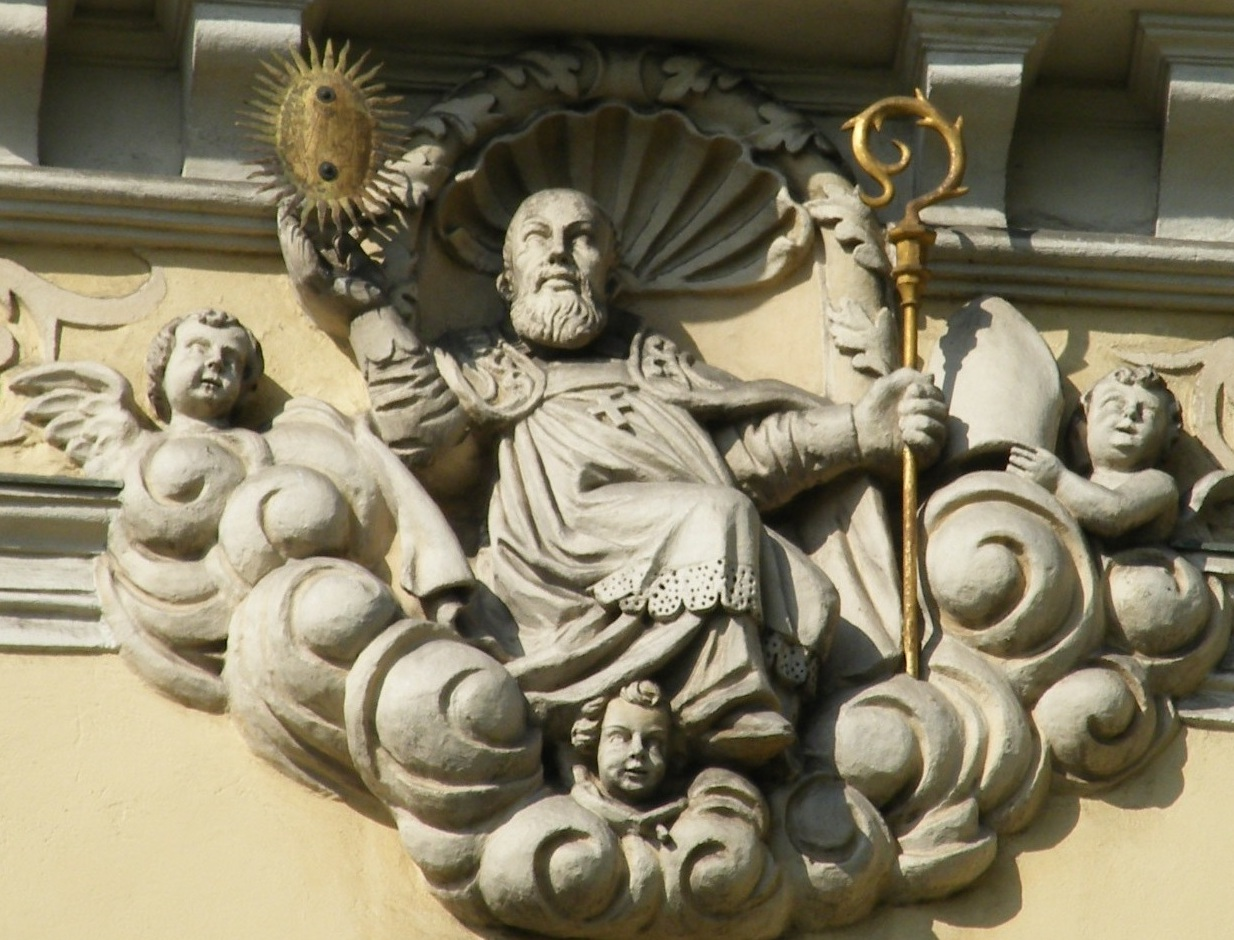
Rzeźbiarskie przedstawienie Franciszka Salezego na fasadzie kościoła Wizytek w Krakowie.

## Życiorys
Franciszek Salezy urodził się 21 sierpnia 1567 roku w sabaudzkim zamku Château de Thorens (obecnie gmina Thorens-Glières), w rodzinie hrabiów de Sales. Miał liczne rodzeństwo, spośród którego był najstarszy. Podstawowe wykształcenie odebrał w La Roche i Annecy, a w 1580 roku rozpoczął naukę łaciny, greki, filozofii i retoryki w Collège de Clermont. Jednocześnie podjął studia teologiczne na Sorbonie. Jego ulubioną lekturą była wówczas O naśladowaniu Chrystusa, a jego kierownikiem duchowym był Antonio Possevino. W 1592 roku uzyskał stopień doktora utroque iure na Uniwersytecie Padewskim. Po powrocie do Sabaudii, jego ojciec chciał go zeswatać z Françoise Suchet de Mirebel, jednak Franciszek odrzucił tę propozycję i został prepozytem w genewskiej kapitule kolegiackiej. W 1593 roku kształcił się na własną rękę (nie istniały wówczas seminaria) i 18 grudnia tego roku przyjął święcenia kapłańskie.
Gdy Karol Emanuel poprosił biskupa Genewy Claude’a de Graniera o pomoc w rekatolicyzacji Chablais, Franciszek i jego kuzyn Ludwik zgłosili się na ochotników i wyruszyli do Thonon-les-Bains. W regionie opanowanym przez kalwinistów, katolicy nie byli mile widziani, czemu dano wyraz 8 stycznia 1595 roku, kiedy to miał miejsce zamach na Franciszka Salezego. W Chablais napisał swoje pierwsze dzieło: „Księgę kontrowersji”. Dzięki dużej liczbie konwertytów, Klemens VIII nakazał mu udać się do Genewy by spróbował nawrócić następcę Kalwina – Teodora Bezę. Pomimo życzliwej rozmowy, Beza pozostał kalwinistą.
W 1598 roku udał się do Rzymu, gdzie poznał Cezarego Baroniusza i Filipa Neriego, a także został mianowany biskupem koadiutorem Sabaudii. Wkrótce potem został skierowany do Paryża, gdzie poznał króla Henryka IV, u którego udało mu się wyprosić renowację świątyń w Gex. 8 grudnia 1602 roku Salezy przyjął sakrę, a sześć dni później odbył się ingres. Przyjął dewizę „Jedyną miarą miłości jest miłość bez miary”. W 1603 roku zwołał synod diecezjalny, a dwa lata później rozpoczął wizytacje duszpasterskie parafii.
W 1604 roku udał się do Dijon, gdzie poznał wdowę i matkę czwórki dzieci Joannę Fremyot de Chantal, która została jego przyjaciółką i adresatką wielu listów. Podczas pobytu zauważył biedę, nadmiar pracy i trudności w opiece nad chorymi wśród kobiet. Postanowił wówczas powołać do życia czynny zakon żeński, który sprostałby nowym wyzwaniom. Pięć lat później Joanna przeniosła się do Annecy, gdzie Franciszek powołał do życia Zakon Nawiedzenia Najświętszej Marii Panny. Wbrew jego woli, wizytki stały się zakonem klauzurowym, ze względu na opór Rzymu.
Ponieważ główną troską biskupa była edukacja kapłanów, ale i świeckich, to w 1607 roku założył Akademię Florimontańską. Wykładali tam m.in. Antoine Favre, Claude Favre de Vaugelas i Honoré d’Urfé. Pod namową jezuity Jana Fouriera opracował listy do swojej kuzynki Ludwiki de Charmoisy i wysłał je do drukarni. Na tej podstawie powstało magnum opus Franciszka: „Filotea. Wprowadzenie do życia pobożnego”, która została wydana w 1609 roku. Wkrótce potem rozpoczął pracę nad swoim drugim dziełem: „Teotym, czyli traktat o miłości Bożej”, które ukazało się w 1616 roku.
W 1618 roku udał się do Paryża, gdzie miał negocjować małżeństwo Krystyny Marii de France z Wiktorem Amadeuszem. Podczas tego pobytu poznał Wincentego a Paulo i Angélique Arnauld. Po powrocie do Annecy, młodszy brat Salezego Jean-François został jego biskupem koadiutorem. W 1622 roku Franciszek udał się, wraz z Karolem Emanuelem do Awinionu, aby powitać Ludwika XIII. Jego stan zdrowia bardzo się pogorszył i podczas podróży powrotnej zmuszony był zatrzymać się w Lyonie. Doznał tam apopleksji i zmarł 28 grudnia.

## Dzieła
Jest autorem wielu dzieł i listów o treści duchowej. Pisał w językach: francuskim, włoskim i łacinie, m.in.:
- Filotea. Wprowadzenie do życia pobożnego (1609)
- Księga kontrowersji
- Teotym, czyli traktat o miłości Bożej (1616).

## Kult
Beatyfikacja i kanonizacja

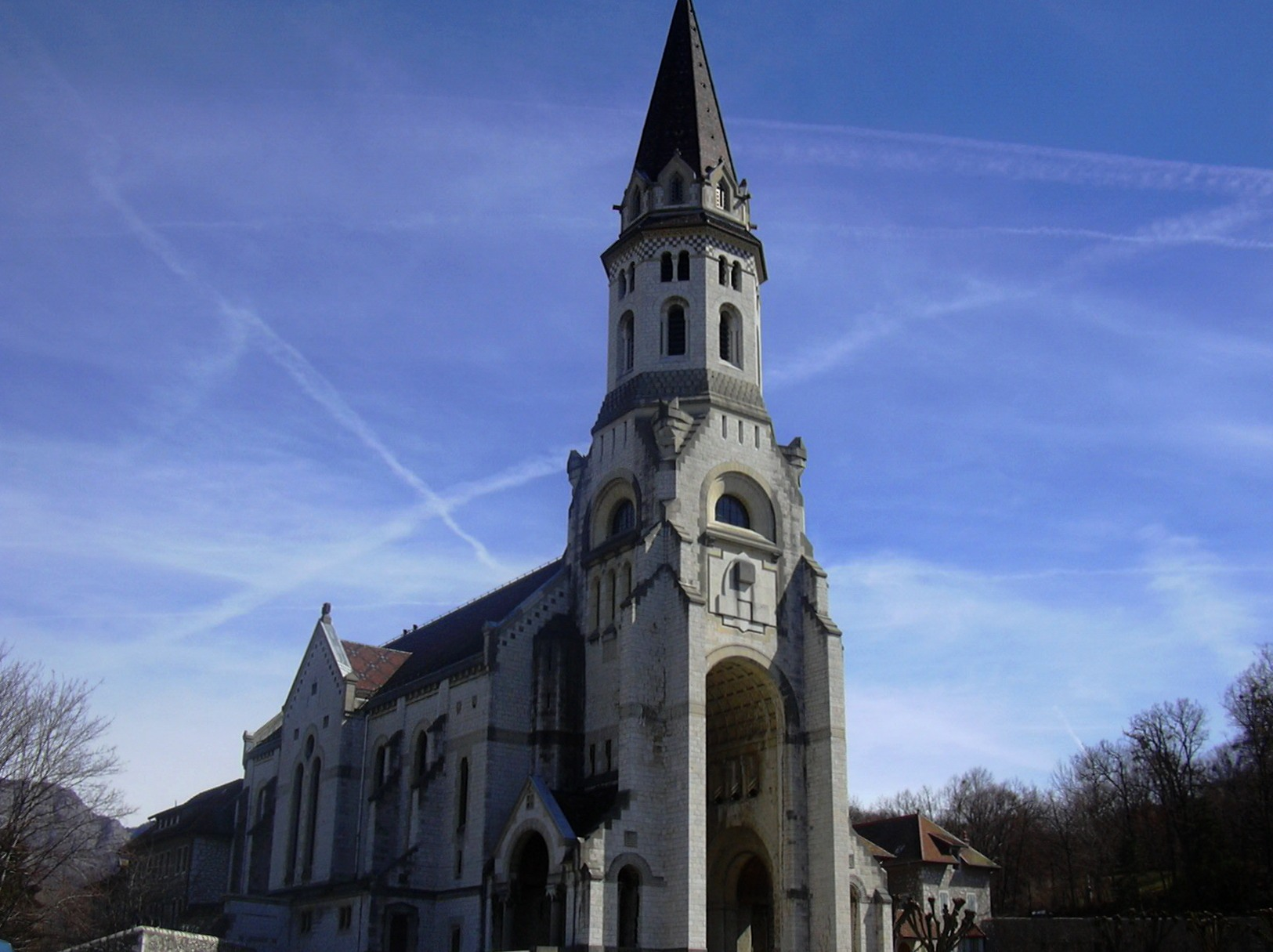
Bazylika Nawiedzenia w Annecy

Franciszek Salezy został beatyfikowany 8 grudnia 1661 przez papieża Aleksandra VII, który następnie kanonizował go 19 kwietnia 1665. Uznany za doktora Kościoła przez Piusa IX w 1877.
Patron
W 1923, Pius XI ogłosił go patronem dziennikarzy i katolickiej prasy.
Św. Franciszek jest również patronem poetów i osób niesłyszących. Czczony jest, jako patron wizytek, salezjanów i salezjanek, Annecy, Chambéry i Genewy.
Dzień obchodów
Wspomnienie liturgiczne obchodzone jest 24 stycznia (wcześniej 29 stycznia) w rocznicę przeniesienia ciała do Annecy w roku 1624 i w Kościele rzymskokatolickim ma rangę wspomnienia obowiązkowego. W nadzwyczajnej formie rytu rzymskiego św. Franciszka wspomina się 29 stycznia, obchód ma rangę święta trzeciej klasy.
W tym dniu uroczyste msze święte ku jego czci są odprawiane w parafiach salezjańskich.
Ikonografia
W ikonografii św. Franciszek Salezy przedstawiany jest w stroju biskupim – w rokiecie i mantolecie lub w stroju pontyfikalnym z mitrą na głowie.
Jego atrybutami są: gorejąca kula ośmiopłomienna, księga, pióro oraz serce trzymane w dłoni (przeszyte strzałą i otoczone cierniową koroną).